# 이제현
이제현(李齊賢, 1288년 1월 28일(음력 1287년 12월 24일)~1367년 8월 24일(음력 7월 29일))은 고려 후기의 시인·문신·성리학자·역사학자·화가이다. 초명은 지공(之公), 자는 중사(仲思), 호는 익재(益齋), 역옹(櫟翁), 실재(實齋)이고, 시호는 문충(文忠)이며, 본관은 경주(慶州). 검교정승(檢校政丞) 이진(李瑱)의 아들이다. 경주 이씨(慶州 李氏) 익재공파(益齋公派)의 파조(派祖)이다.

## 생애
백이정의 문인으로 과거에 급제한 후 연경궁녹사, 예문춘추관, 사헌부규정을 거쳐 1319년 충선왕의 초빙으로 원나라로 건너가 만권당에서 연구하였으며, 충선왕이 모함을 받고 티베트에 유배되자 그 부당함을 원나라에 상소하여 결국 1323년 감숙성 도스마(朶思麻, 타사마)로 유배지를 옮기게 하였다. 1320년 단성익찬공신(端誠翊贊功臣)에 책록되었고, 그 뒤 밀직사사를 더하고 추성양절공신(推誠亮節功臣)에 책록되었다. 다시 첨의평리 정당문학, 삼사사 등을 거쳐 계림부원군(鷄林府院君)에 봉작되었고, 1357년 문하시중에 올랐으나 기철 등 친원파 암살 사건을 중재하려다가 실패하였다. 이후 사직하고 은퇴, 학문 연구와 후진 양성, 저술에 몰두하였다.
고려 말의 유학자이자 성리학자이며, 공민왕의 후궁인 혜비 이씨의 친정아버지였다. 고려말 신진사대부와 조선 시대 사림파의 학문적 선조로서, 성리학을 들여와 발전시켰으며, 그의 문하생 목은 이색은 후일 정도전, 조준, 남은, 정몽주, 길재로 학파가 나뉘게 된다. 그림과 서예에도 능하여 그림과 서예작도 남겼고, 평론서인 역옹패설 등과 많은 산문, 시문 등을 남겼다. 백이정, 권부의 문인이다.

### 생애 초반
- 출생과 가계

익재 이제현은 1287년 검교정승인 이진과 부인 진한국대부인 박씨의 아들로 태어났다. 고려 건국초의 삼한공신(三韓功臣)이며 경순왕의 사위인 이금서의 후손이었지만 5대조 이선용의 대에 말단직인 군윤이 된 이래 하급관료를 전전하다가 아버지 이진이 다시 가문을 일으켰다. 아버지 이진은 과거에 급제하여 신흥관료로서 크게 출세함으로써 다시 가문을 일으켜세웠으며, 검교문하시중(檢校門下侍中)을 역임하였다.
그의 처음 이름은 지공(之公)이고, 자는 중사(仲思)인데 뒤에 제현으로 이름을 개명하였다. 어려서부터 남달리 일찍 조숙하여, 서를 즐겼고, 글을 잘 지었다. 어려서부터 글을 지었는데 전설에 의하면 그는 이미 작가로서의 작자기(作者氣)를 지니고 있었다 한다.
일찍이 백이정의 문하에서 성리학을 수학하였고, 뒤에는 후일 장인이 된 권부의 문하에서도 수학하였다.
- 과거 급제와 결혼

1301년(충렬왕 27) 나이 15세로 성균관시에 장원급제하고, 이어서 과거에 합격하여 환로에 들었다. 이해에 당대의 대학자며 권세가였던 권부의 딸을 아내로 맞았다. 그러나 부인 권씨는 일찍 사별했고, 박거실의 딸 박씨와 재혼했다가 나중에 서중린의 딸 서씨를 삼취로 맞이하였다. 또한 몇 명의 첩이 있었는데, 그 중 한 첩에게서 두 딸을 얻었다.
1303년 권무봉선고 판관(權務奉先庫判官), 연경궁녹사(延慶宮錄事)에 임명되고 1308년 예문 춘추관에 들어갔다. 1309년 사헌부규정(司憲府糾正)이 되었다. 충선왕이 복위되어 귀국하자 왕을 따르던 원나라 여인이 따라왔다. 왕은 연꽃 한 송이를 이별의 징표로 주어 되돌려보냈다. 고려에 돌아온 후 그녀에 대한 그리움을 이기지 못한 충선왕은 이제현에게 원나라에 가서 그녀를 만나보게 하였다. 이제현이 갔을 때, 그 여인은 다락 속에 있었는데 며칠 동안 먹지를 않아 말도 잘 못하는 지경이었다. 겨우 붓을 들어 시 한 구절을 썼다.
| “ | 보내주신 연꽃 한 송이 처음엔 붉더니 가지 떠난 지 이제 며칠, 사람과 함께 시들었네 | ” |

그러나 왕을 염려한 이제현은 이 사실을 숨기려다가 보고한다. 이제현은 고려로 돌아와 충선왕에게 거짓으로 말했다. '여인이 술집에 들어가 젊은 사람들과 어울린다는 소문을 듣고 찾아보았으나 찾지 못했습니다.'라고 고하였다. 충선왕이 노하여 땅에 침을 뱉었다. 더러운 여자라는 뜻이었다. 다음해 임금의 생일에 이제현이 뜰 아래로 물러나와 엎드리며 '죽을 죄를 지었습니다.'라며 대죄하였다. 충선왕이 그 연유를 물었다. 이제현이 여인의 시를 올리며 그때 일을 말했다. 충선왕은 눈물을 흘리며 말했다.
"그 때 이 시를 보았더라면 나는 무슨 일이 있더라도 돌아갔을 터인데, 공이 나를 사랑해 일부러 다르게 말하였으니 참으로 충성스러운 일이다."
그 뒤로 이제현은 충선왕의 각별한 신임을 얻게 되었다. 1311년(충선왕 복위 3년) 전교시승(典校寺丞)과 삼사판관(三司判官)을 거쳐, 1312년 외직인 서해도안렴사(西海道按廉使)로 파견되었다.

### 관료 생활

#### 원나라 체류 시절

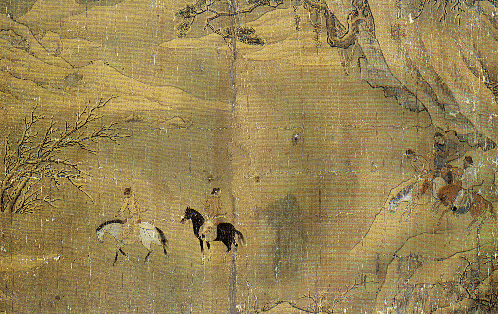
이제현 작 기마도강도

1314년(충숙왕 1) 충숙왕 때 백이정의 문하에 들어가, 그로부터 정주학을 공부하였다. 그 해 원나라에 가 있던 상왕 충선왕이 만권당을 세우고 성균악정(成均樂正)에 이른 이제현을 부르자, 연경에 건나갔다.
연경을 방문한 그는 충선왕이 세운 만권당에서 염복, 조맹부, 요수, 원명선 등의 한인 출신 대학자들과 학문을 논할 기회를 갖게 된다. 원나라 체류 시 만권당에서 고전을 연구하며 원나라의 명사 요수(姚邃)·염복(閻復)·원명선·조맹부 등과 교우하며 학문이 더욱 심오해졌으며, 그때 진감여(陳鑑如)가 이제현의 초상화를 그리고 원나라의 석학 탕병룡(湯炳龍)이 찬(贊)을 썼는데, 그 필적과 그림이 대한민국의 국보 제110호로 지정되어 현재 국립중앙박물관에 보관되어 있다. 충선왕은 왕위에서 물러난 다음 자신에게 익숙한 원나라에 있으면서 새로이 만권당을 짓고 서사(書史)를 즐기며 원나라의 유명한 학자·문인들을 드나들게 하였는데, 그들과 상대할 고려측의 인물로서 이제현을 지명하였던 것이다.
원나라에 체류중일 때에도 그의 신분은 고려의 관리였다. 충선왕은 아들 충숙왕에게 이제현의 직책을 유지해줄 것을 알려왔고, 충선왕, 충숙왕의 특별 배려로 만권당에 에 체류하며 활동하는 동안에도 그는 때때로 고려에 와서 관리로 복무할 수 있었다. 성균관좨주(成均館祭酒)·판전교시사(判典校寺事)·선부전서(選部典書)를 역임하였다.

#### 원나라 여행과 귀국
1316년 스스로 자청하여 충선왕을 대신하여 서촉(西蜀)의 명산 아미산에 치제(致祭)하기 위하여 출발하여 대신 제사를 지내고, 3개월 동안 서촉을 왕래하였다.
그 뒤 귀국했다가 1319년 다시 출국하였다. 1319년 원나라에 가 1319년에는 충선왕과 함께 절강성의 보타사를 찾기도 했다. 그러나 1320년 충선왕이 모함을 받아 원나라 조정으로부터 벌을 받고 토번에 유배되자 귀국한다.
그러나 그는 충선왕의 방환운동을 적극 추진하여 유배지를 토번에서 타마사로 옮겨놓는 데 결정적인 역할을 하였다. 이후에도 충선왕의 석방을 적극 청원하여 1323년 풀려나오게 하였으며, 그 후에도 충숙왕이 모함을 받아 두 차례나 원나라에 잡혀갔을 때에도 원 조정에 글을 올렸다. 1323년에는 유배된 충선왕을 만나기 위해 감숙성의 타마사를 방문해 또 한번 중국의 외진 절경과 문화재를 둘러볼 기회를 갖게 된다. 이 같은 세 번에 걸친 중국에서의 여행은 그의 견문을 넓히는데 큰 도움이 되었다.

#### 귀국과 외교 활동

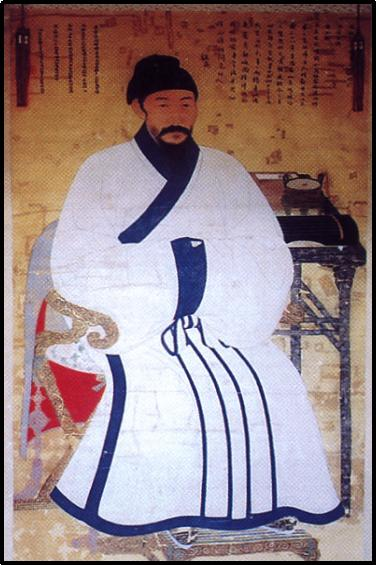
이제현 영정 (1504년 후손 이사균의 모사본)

충선왕이 서번(西蕃)에 귀양 가자 그곳에 따라갔으며, 밀직사사(密直司使) 첨의평리(僉義評理)·정당문학(政堂文學)·삼사사(三司事)를 역임하였다.
1319년에는 충선왕이 절강성의 보타사(寶陀寺)에 강향(降香)하기 위하여 행차하는 데 시종하였다. 1320년 귀국하여 지밀직사사(知密直司事)가 되면서 단성익찬공신(端誠翊贊功臣)에 책록되었고, 지공거(知貢擧)가 되어 과거를 주재하였다.
1320년 겨울, 충선왕이 왕고와 친밀한 원나라 관료들의 비난을 받고 국정을 잘못이끌었다는 죄명으로 유배되면서 귀국하였고, 원나라 체류는 끝나게 되었다. 충선왕의 유배와 동시에 원나라 조정에서는 고려를 직할로 다스려야 된다는 주장이 논의되었고, 원나라의 내지와 같은 성(省)을 세울 것을 주장하는 입성책동(立省策動)도 나타났다. 이때 충숙왕을 내몰고 왕위를 차지하려는 심왕 고의 일파의 왕위 탈환 움직임도 계속되었다.
그러나 그는 1320년말 다시 출국했으나 아버지 이진의 상으로 다시 귀국하여, 3년상을 마치고 1323년 출국, 다시 원나라에 되돌아갔다. 1323년(충숙왕 10) 유청신(柳淸臣)·오잠 등이 원나라에 글을 올려 고려에 성(省)을 설립하여 원나라의 제성(諸省)과 동등하게 하려고 청하자(입성론) 고려 편입 반대론을 주장하며 입성반대상서를 올렸는데, 상소문은 실전되었지만 그 내용이 현재 전해진다. 이제현은 도평의사사에도 글을 올려 고려 400년의 토대가 이로 말미암아 무너진다고 간곡히 호소하여 이 문제를 철회케 하였다.
동시에 그는 토번(吐蕃)으로 유배되어 있는 충선왕의 석방, 환국 운동도 벌였다. 그의 노력으로 직할통치론, 입성론은 폐지되었다. 그러나 충선왕은 석방되지 못하고 토번에서 타사마로 이배되었다.
마지막으로 1323년에는 유배된 충선왕을 만나 위로하기 위하여 감숙성의 타사마(朶思麻)에 다녀왔다. 일각에 의하면 이 세 번에 걸친 중국에서의 먼 여행은 일찍이 우리나라 사람이 경험해 보지 못하였던 것으로 그의 견문을 넓히는 데 크게 기여하였다.는 시각이 있다.

#### 귀국과 정치 활동

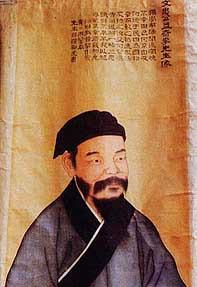
이제현 영정

이후 원나라 체류 중 지밀직사에 임명되었고, 1324년 귀국하였다. 그해 밀직사사에 임명되었고 추성양절공신(推誠亮節功臣) 칭호를 받았다. 1325년 첨의평리 정당문학(僉議評理 政堂文學)이 되었고, 김해군(金海君)으로 봉해졌다. 
1339년(충숙왕 복위 8) 정승 조적(曺頔) 등이 심왕(瀋王) 왕고(王暠) 등과 꾀하여 모역(謀逆)하다가 사형된 뒤, 충혜왕이 원나라에 붙잡혀가자 그를 좇아 원나라에 가서 사태를 수습하여 충혜왕 복위 운동을 벌였다. 그러나 조적의 무리가 연경에 많이 남아 있어 인심이 매우 동요하자 이제현은 충혜왕을 따라 원나라에 건너가 잘 절충하고 돌아왔다. 그러나 조적의 여당(餘黨)으로부터 공격을 받아 사직하고 두문불출하였는데, 관직에서 떠난 동안 《역옹패설》을 저술하였다. 1342년 조적의 난을 평정한 공으로 수종공신(隨從功臣) 1등에 책록되었다. 그가 다시 정계에 복귀한 것은 1344년 충목왕이 즉위하면서부터이다.

#### 개혁 활동
충목왕이 즉위하자 복직되고 계림부원군(鷄林府院君)에 피봉되었다. 그 해 판삼사사(判三司事)가 되었다.
충목왕이 즉위하자 그는 개혁안을 제시하여, 새로운 개혁의 비전으로 예의와 염치를 중요시하는 성리학을 들었다. 그는 특히 격물치지(格物致知)와 성의정심(誠意正心)의 도를 강조하기도 했다. 이후 무신정변 이후 정치기강이 문란해졌음을 지적하고, 문란하여진 정치기강을 바로잡고 사회를 바로잡으며 흉흉해진 민심을 잡기 위해 민생구휼책과 세금 감면, 그리고 새로운 시책을 주장하며 여러 항목에 걸친 개혁안을 제시하였다.
그는 관료생활 외에 여가시간에는 서당을 열고 후학을 양성하였는데, 이색 등이 그의 문하에서 배출되었다. 이색은 후에 정몽주와 정도전, 조준, 권근, 길재 등을 길러냈고, 이들을 통해 조선의 성리학자들로 학맥이 이어진다.

### 생애 후반
- 공민왕 재위 초반

1348년 충목왕이 사망할 당시 그의 서자는 갓난아이였으므로, 그는 원나라에 가서 황숙인 강릉대군 왕기(王祺, 후일의 공민왕)가 왕으로 적합하다는 뜻을 원나라 조정에 알렸으며 강릉대군을 추대하기 위한 운동을 벌였으나 원나라에서는 그 진의를 의심하였고 결국 실패하였다.
그러나 1351년 그의 뜻대로 공민왕이 원나라에서 고려 국왕으로 즉위하자 섭정승권단정동성사로 임명되어 국정의 공백을 메웠다. 공민왕 귀국 후에는 도첨의정승에 임명되어 새로운 개혁정치를 지휘하는 등 국정을 총괄하였으나, 원나라에서 공민왕을 수행했던 조일신(趙日新)이 자기보다 벼슬이 더 높다하여 시기하므로 사직을 청하였으나 왕이 허락치 않고 오히려 추성양절동덕협의찬화공신(推誠亮節同德協義贊化功臣)의 칭호를 더해주었다. 이후에도 거듭 사직을 청하여 겨우 물러났는데 덕분에 1352년 조일신의 난 때 화를 모면할 수 있었다. 1352년 조일신의 난이 진압된 후 우정승에 임명되어 정국을 수습하였고 순성직절동덕찬화공신(純誠直節同德贊化功臣)의 칭호를 받았다. 1353년 우정승에서 사임한 후 계림부원군(鷄林府院君)에 봉군되었고, 그해 두 번째로 지공거가 되어 이색 등 35인을 합격자로 뽑아들였다. 1353년 다시 우정승에 임명되었고 사임하자 김해후(金海侯)로 봉해졌다.
- 은퇴와 죽음

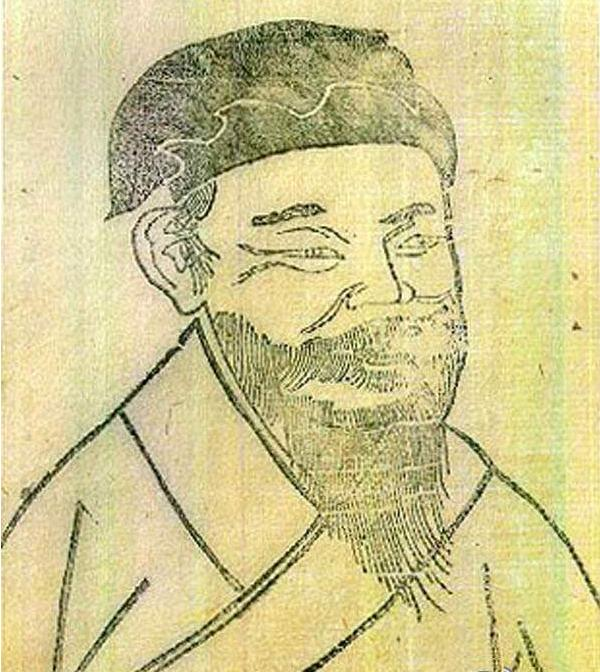
이제현 영정 (목각화)

1356년 친명파와 신진사대부 일각에서 기철 등을 죽이는 반원운동이 일어나자, 문하시중이 되어 사태의 수습에 나섰으나 실패하였다. 반원운동이 활발히 전개되자 그는 사태 수습에 나섰다가 뜻대로 되지 않아 1357년 사임을 청하고 관직에서 완전히 물러났다. 고려 수상(首相)직은 수차례 명칭 변동이 있었는데 이제현은 도첨의정승, 우정승, 문하시중 등 4차례 수상직을 역임하였고, 5차례 공신(功臣)에 책록되었다. 이제현은 충렬왕, 충선왕, 충숙왕, 충혜왕, 충목왕, 충정왕, 공민왕 시대를 거치며 관직생활을 하였으나 단 한 번도 유배된 적이 없는 정치가이기도 했다. 이후 관작을 사양하고 학문 연구와 성리학자 양성으로 여생을 보냈다. 그러나 공민왕은 그를 수시로 불러들여 국가의 중대사에 대하여서는 자문에 응하였다. 하지만 정치 일선에는 나서지 않고 주로 학문에 열중하며 많은 책들을 저술하였다.
또한 역사에도 깊은 관심을 보이며 민지의 본조편년강목을 중수하는 일을 맡기도 하였고 만년에는 백문보, 이달충 등과 함께 홍건적의 침입으로 불타 없어진 사료들을 보충하는 차원에서 국사를 집필하였다.
홍건적이 침입하여 개경이 함락되었다는 소식을 듣고 남쪽으로 달려가 상주에서 왕을 배알하고 호종(扈從)하였다. 만년에는 집에서 지내면서 공민왕의 명을 받고 충렬왕·충선왕·충숙왕의 실록을 편찬하고, 종묘(宗廟) 위패(位牌)의 서차(序次)를 정하였다. 한편 공민왕이 승려 신돈을 총애하는 것에 반발하여 신돈의 골상 등을 근거로 그를 비판하기도 했다.
또한 역사책인 《국사 國史》 편찬하면서 그는 기년전지(紀年傳志)의 기전체를 계획하여 이달충, 백문보 등과 함께 편찬작업을 진행시켰으나 완성시키지 못하였다. 그러나 국사의 유고는 후일 조선건국 초기 고려사 편찬의 자료로 활용되었다. 1367년에 사망하니 당시 향년 80세였다.

## 사후
그의 학문은 이색으로 이어졌다. 정몽주, 정도전, 권근, 이숭인 등 고려 말의 대표적 성리학자들은 대부분 이색의 문하에서 배출된 인물들이다.
죽은 뒤에 경상북도 경주의 구강서원(龜岡書院)과 금천(金川)의 도산서원(道山書院)에 제향되었고, 공민왕 묘정에 배향되었다. 문충(文忠)의 시호가 내려졌다. 그가 쓴 책들 중 현전하는 것으로는 익재난고 10권과 역옹패설 4권, 습유 1권이 전한다.
1504년(연산군 10년) 후손 이사균에 의해 충청북도 청원군 수락영당(水洛影堂)이 세워져 제향되었다. 1546년(명종 2년) 영암군 영암읍 망호리에 후손 이반기에 의해 영호사(靈湖祠)가 건립되었으며, 그 뒤 전라남도 장성군의 가산서원(佳山書院)과 전라남도 강진군의 구곡사(龜谷寺) 등에도 배향되었다.

## 사상과 신념
- 작품성과 도덕적 교훈

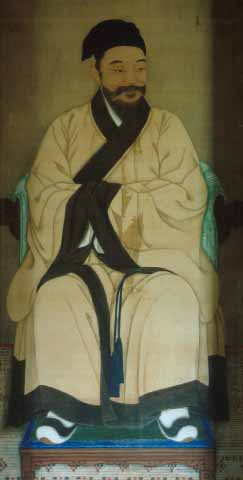
나주 귀곡사에 봉안된 이제현 영정 (18세기 복제본)

문학에 있어서는 '도와 문을 본말(本末)의 관계로 파악하여 이들을 같은 선상에 두면서도 도의 전달에 상대적인 비중을 두는 문학관을 지니고 있었다.'는 시각이 있다.
산문의 작품성은 전 시대의 형식 위주의 문학을 배격하고 내용을 위주로 한 재도적(載道的)인 문학을 추구했다. 저서인 《익재난고》의 〈소악부 小樂府〉에는 고려 민중들 사이에 돌던 민간 가요를 7언절구로 번역한 17수가 특별히 수록되어 있는데, 이는 오늘날 고려가요 연구에 귀중한 자료가 된다.
- 역사서 편찬

유교 성리학적 지식 외에 그는 당시 국내의 역사 지식도 풍부하였다. 빼어난 유학지식과 문학적 소양을 바탕으로 역사서 편찬과 감수, 증보 등을 주관하기도 했다. 민지(閔漬)의 《본조편년강목 本朝編年綱目》을 중수(重修)하는 일을 맡았고, 충렬왕·충선왕·충숙왕의 실록을 편찬하는 일에도 참여하였다. 만년에는 《국사 國史》를 편찬하려 하였으나 완성을 보지 못하기도 하였다.
- 성리학 발전에 기여

그는 성리학을 소개, 보급하는데 노력하였다. 학자로서의 이제현은 뛰어난 유학자로 성리학의 수용·발전에 매우 중요한 구실을 하였다는 점이 주목을 요한다. 우선 그는 고려에 성리학을 처음 들여온 백이정의 제자였고 《사서집주 四書集註》를 간행하여 성리학의 보급에 크게 노력한 권부의 문생이요 사위였으며, 그의 제자가 이곡(李穀)과 이색의 부자와 정몽주, 정도전 학통(學統)이 이어진다.
그는 고려에 성리학을 최로로 들여온 백이정에게 배우고 권부에게 학문을 익혀 이곡과 이색 부자를 길러낸 대학자이기도 했다. 그러나 성리학의 발전에 기여하면서 단순히 성리학에만 깊이 빠지지 않는 냉철함을 유지했고, 정치적으로는 원나라의 부마국이라는 현실을 인정하면서도 꾸준히 고려의 자주성 회복을 위해 최선을 다했던 현실적이면서도 지조있는 당대 최고의 지식인이었다.
또한, 그가 만권당에서 교유한 중국의 문인·학자가 성리학에 깊은 조예를 가진 사람들이었다는 점에 비추어 중국의 성리학에 직접 접하면서 그것에 대한 이해를 깊게 할 수 있었으리라고 여겨진다. 충목왕 때 개혁안을 제시하면서 격물치지(格物致知)와 성의정심(誠意正心)의 도를 강조한 것은 성리학에 대한 깊은 이해를 바탕으로 한 것이었다.
그러나 그는 성리학만이 진리라고 판단하지는 않았다. 성리학에만 경도되지는 않았고, 그 때문에 뒷날 성리학을 좋아하지 않았다는 비판을 받기도 하였다.
- 온건 개혁론

고려가 원의 부마국(駙馬國)이라는 현실을 시인하고, 그 테두리 안에서 국가의 존립과 사회모순의 광정을 위하여 노력하였다. 그는 고려의 자주국론을 주장하는 세력의 견해도 일단 수용하였으나, 원나라의 속국으로 있을 수 밖에 없었던 것도 엄연한 현실로 인식하였다.
그는 급격한 변화를 달가워하지 않으면서 온건한 태도로 현실에 임하였다.

## 평가 기타
- 이색이 그 묘지명에서 “도덕의 으뜸이요, 문학의 종장이다(道德之首 文章之宗).“ 라고 말한 바와 같이 후세에 커다란 추앙을 받았다.[7] 그는 탁월한 유학자로 성리학 발전에 매우 중요한 역할을 했다.

- 그의 시는 형식과 내용이 조화를 이루면서도 수기치인(修己治人)과 관계되는 충효사상·관풍기속(觀風記俗)·현실고발의 내용과 주제도 담고 있는데 영사시(詠史詩)가 많은 부분을 차지하는 것이 특징이다.[13] 시는 전아하고 웅혼하다는 평을 받았고, 많은 영사시(詠史詩)가 특징을 이룬다.[7]는 평가가 있다. 사(詞)의 장르에서 독보적 존재로 일컬어지고 있다. 고려의 한문학을 세련시키면서 한 단계 높게 끌어올렸다는 점에서 한국문학사를 통해 중요한 위치를 차지한다는 시각도 있다.[7] 문학부문에서 그는 대가를 이루었다[7]는 평가도 있다.

- 당시 복잡한 정치상황 아래에서 원과 고려를 넘나들면서 활약하여 최고의 지위에 오르지만, 화를 당하거나 유배된 적이 없었다.[7]

- 후대에 편찬된 고려사에는 그의 국사에 실린 사론이 종종 인용되었다.[9]

- 그의 사후 이색이 그의 묘갈명을 쓰기 위해, 그의 집안에서 사람을 시켜서 경주이씨 족보를 싣고 오던 도중 유실하였다. 그리하여 그의 비교적 근래의 선조인 신라 소판 이거명부터 세대를 계산하게 되었다.

## 가계
이제현은 경주 이씨 익재공파의 파조(派祖)이며 경주 이씨의 중조(中祖)로 대접받는다.
- 조부 : 이핵(李翮) : 문하평리, 사후 상서좌복야에 추증
- 조모 : 김해 김씨(金海金氏)
  - 아버지 : 이진(李瑱, 1244~1321)
  - 어머니 : 진한국대부인 박씨(辰韓國大夫人 朴氏), 박인육(朴仁育)의 딸
    - 형 : 이관(李琯)
    - 동생 : 이지정(李之正)
    - 초배 : 길창국부인 권씨(吉昌國夫人 權氏, 1288~1332), 권부(權溥)의 딸 - 3남 4녀[15]
      - 장남 : 이서종(李瑞種)
      - 며느리 : 홍유(洪侑)의 딸
        - 손자 : 이보림(李寶林)
        - 손자 : 이실림(李實林)
        - 손자 : 이원익(李元益)

      - 차남 : 이달존(李達尊, 1313~1340) - 전리총랑
      - 며느리 : 남포 백씨, 백이정(白頤正)의 딸
        - 손자 : 이덕림(李德林, 1330~?)
        - 손자 : 이수림(李壽林, 1332∼?)
        - 손자 : 이학림(李學林, 1334~?)
        - 손녀 : 기인걸(奇仁傑)에게 출가

      - 3남 : 요절[16]
      - 장녀 : 임덕수(任德壽 또는 任德秀)에게 출가
      - 차녀 : 연안 이씨 공조전서 문창공 이계손(李係孫)에게 출가
        - 외손자 : 삼사좌사 이척(李隲)

      - 3녀 : 의화택주 이씨(義和宅主 李氏), 김희조(金希祖)에게 출가
      - 4녀 : 이씨, 생몰기록 미상[16]

    - 계배 : 수춘국부인 박씨(壽春國夫人 朴氏), 박거실(朴居實)의 딸 - 1남 3녀
      - 4남 : 이창로(李彰路)
      - 5녀 : 박동생(朴東生)에게 출가
      - 6녀 : 송무(宋懋)에게 출가
      - 7녀 : 혜비 이씨(惠妃李氏)

    - 삼배 : 서원군부인 서씨(瑞原郡夫人 徐氏), 서중린(徐仲麟)의 딸
      - 8녀 : 김남우(金南雨)에게 출가
      - 9녀 : 이유방(李有芳)에게 출가

    - 측실
      - 10녀 : 임부양(林富陽)에게 출가
      - 11녀

## 저서와 작품
- 저서
  - 《익재난고》 : 17수의 고려가요를 한시로 번역하여 실렸는데, 이는 오늘날 고려가요 연구에 귀중한 자료가 되고 있다.
  - 《익재집》
  - 《역옹패설》
  - 《효행록》
  - 《국사 國史》: 미완성의 유고
  - 《운금루기》 등

- 작품
  - 기마도강도

- 시

黃雀何方來去飛 (황작하방래거비) / 참새야 어디에서 오고가며 날고 있는 것이냐? 

一年農事不曾知 (일년농사부증지) / 일 년 농사는 아랑곳하지도 않고

鰥翁獨自耕耘了 (환옹독자경운료) / 늙은 홀아비가 혼자 밭을 갈고 맸는데

耗盡田中禾黍爲 (모진전중화서위) / 밭의 벼와 기장을 모두 없애다니
움츠린 참새야 너는 어이하여 / 拘拘有雀爾奚爲
그물에나 걸리는 황구아가 되었느냐 / 觸着網羅黃口兒
보라는 눈은 어디에 두고서 / 眼孔元來在何許
그물에 걸리는 가엾은 새가 됐나 / 可憐觸網雀兒癡
까치는 울 옆 꽃 가지에 지저귀고 / 鵲兒籬際噪花枝
희자는 상 머리에 그물을 치네 / 喜子床頭引網絲
우리님 오실 날 멀지 않겠지 / 余美歸來應未遠
그 정신 미리 사람에게 알려주네 / 精神早已報人知
완사계 언덕 위에 버들이 늘어지고 / 浣沙溪上傍垂楊
백마랑 손잡고 심중을 터놓았네 / 執手論心白馬郞
처마에 쏟아지는 삼월 비라도 / 縱有連簷三月雨
차마 어이 내손의 향기야 씻어낼까 / 指頭何忍洗余香
참새야 어디서 오가며 나느냐 / 黃雀何方來去飛
일 년의 농사는 아랑곳않고 / 一年農事不曾知
늙은 홀아비 애써 지은 농사인데 / 鰥翁獨自耕耘了
그 벼와 기장을 다 먹어치우다니 / 耗盡田中禾黍爲
봄 옷을 벗어서 어깨에 걸치고 / 脫却春衣掛一肩
친구 불러 채마밭에 들어갔다네 / 呼朋去入菜花田
동서로 쫓아가며 나비잡던 일들이 / 東馳西走追蝴蝶
어젯날 놀이같이 완연하구나 / 昨日嬉遊尙宛然
옛날 신라의 처용 늙은이 / 新羅昔日處容翁
바닷속에서 왔노라 말을 하고서 / 見說來從碧海中
자개 이빨 붉은 입술로 달밤에 노래하고 / 貝齒赬唇歌夜月
솔개 어깨 자주 소매로 봄바람에 춤췄다 / 鳶肩紫袖舞春風
나무 끝에 조그마한 닭을 조각하여 / 木頭雕作小唐鷄
젓갈로 집어다 벽위에 놓았네 / 筯子拈來壁上棲
이 새가 울면서 시간을 알려오니 / 此鳥膠膠報時節
어머님 얼굴이 비로소 지는 해 같네 / 慈顔始似日平西
바윗돌에 구슬이 떨어져 깨지긴 해도 / 縱然巖石落珠璣
꿰미실만은 끊어지지 않으리라 / 纓縷固應無斷時
님과 천추의 이별을 하였으나 / 與郞千載相離別
한 점 단심이야 변함이 있으랴 / 一點丹心何改移
매일같이 님 생각에 옷깃이 젖어 / 憶君無日不霑衣
흡사 봄산에 자규새 같네 / 政似春山蜀子規
옳고 그릇됨을 묻지를 마오 / 爲是爲非人莫問
응당 새벽달과 별만은 알리라 / 只應殘月曉星知

## 초상화
- 《이제현 초상》 - 국보 제110호
- 《이제현 초상》 - 충청북도 유형문화재 제72호
- 《강진구곡사소장익재이제현상과백사이항복상》 - 전라남도 유형문화재 제189호
- 《가산사소장익재영정》 - 전라남도 유형문화재 제164호
- 《익재영정》 - 경상북도 문화재자료 제90호

♦ 충북 보은의 이모본 영정
1504년(연산군10) 이제현의 후손인 조선 전기의 문신 눌헌(訥軒) 이사균(李思鈞, 1471 ~ 1536)은 연산군의 폐비 윤씨 추존 건의를 반대한 죄로 보은에 귀양 와 있을 때 영정을 모사하여 내려와 사당을 세우고 영당(影堂)에 봉안하였다. 이 영정은 조선시대 이모본(移模本)으로 크기나 채색, 제발(題跋) 등이 원본의 옛 모습과 거의 유사하여 충북유형문화재 72호로 지정되었다.(추가 사항, 원본을 모시고 있다가 분실되어 다시 찾았고, 잃어버린후 전각을 수리하다가 벽에서 새로운 초상화를 찾으니, 이것이 충청북도 문화제  제 72호가 된것이고, 먼저 잃어버린것을 다시 찾아 국고에 수장 하다가 국보 제 110호 가 되었음,다시 찾은 초상화 원본은 당시 사위인 박정희 대통령이 수배령을 내려 찾았다고 하며, 또다시 잃어버린까봐서 국고에 수장 하고 있었음)
♦ 잃어버렸다가 되찾은 영정
1319년 중국 원나라의 화가 진감여가 그린 그의 원본 영정은 이제현 생전에 한번 잃어버렸다가 되찾은 일이 있다. 원나라에서 받은 영정을 그는 한때 잃어버렸다가 뒤에 되찾게 되었는데 이제현은 1364년에 그린 자신의 초상화와 중국 원나라의 진감여가 그린 초상화를 보고 외모의 차이점을 본 뒤 감회를 느껴 시를 한 수 지었다고 한다.

## 이제현이 등장한 작품
- 《개국》 (KBS, 1983년~1983년, 배우:김길호)
- 《신돈》(MBC, 2005년~2006년, 배우:송재호)
- 《신의》(SBS, 2012년~2012년, 배우:송민형)

## 같이 보기
| - 역옹패설 - 익재난고 - 우왕 - 영비 이씨 - 역옹패설 - 이항복 - 이주좌 - 이윤장 - 이순우 - 안향 - 창왕 - 이성계 - 이인임 - 염신약 - 염제신 - 정도전 | - 익재영정 - 공민왕 - 이알평 - 길재 - 신돈 - 이금서 - 이녹천 - 백이정 - 이색 - 이달존 - 이철 - 정몽주 - 이항복 - 이임간 - 이군재 - 이을진 | - 공녀 - 삼한공신 - 경순왕 - 이윤홍 - 이주좌 - 성리학 - 이핵 |

## 참고 자료
- 고려사, 고려사절요, 동사강목, 목은문고, 대동운부군옥, 동문선, 속동문선, 고려명신전
- 이 문서에는 다음커뮤니케이션(현 카카오)에서 GFDL 또는 CC-SA 라이선스로 배포한 글로벌 세계대백과사전의 〈〈고려 후기의 문화〉〉 항목을 기초로 작성된 글이 포함되어 있습니다.

## 관련 자료
- 조선고전문학선집, 리제현 작품선집(국립문학예술서적 출판사)
- 김상기, 李益齋의 在元生涯에 대하여(大東文化硏究 1, 1964)
- 고병익, 이제현(人物韓國史 Ⅱ, 1965)
- 김철준, 益齋 李齊賢의 史學에 대하여(東方學志 8, 1967)
- 민현구, 整治都監의 設置經緯(國民大學論文集 11, 1977) : 논문
- 민현구, 익재 이제현의 정치활동, 진단학보 51호(진단학회, 1981)
- 정구복, 이제현의 역사의식, 진단학보 51(진단학회, 1981)
- 서수생, 益齋小樂府와 高麗歌謠 (東洋文化硏究 11, 1984)